# Hugli-Chinsurah

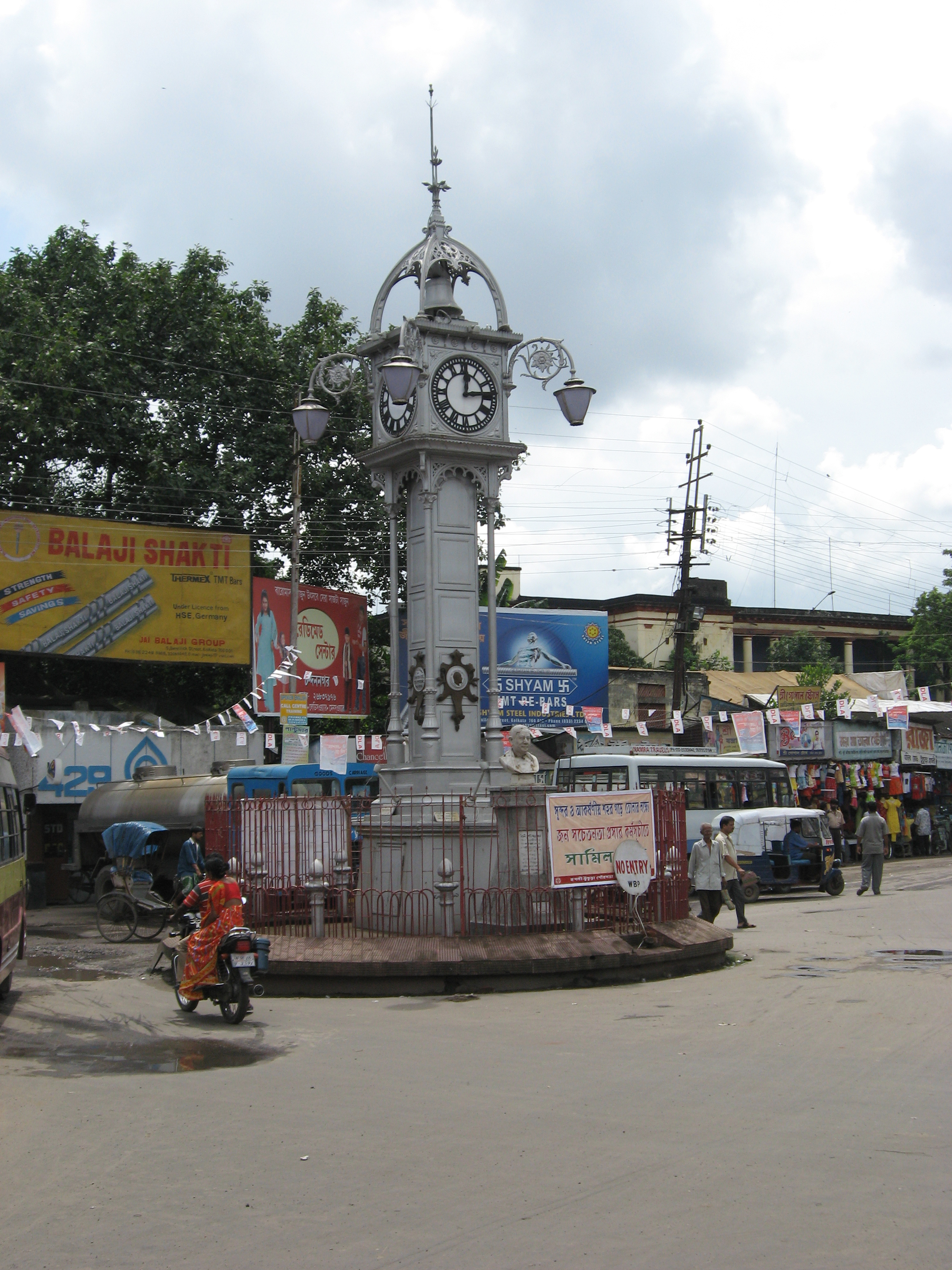
Klocktorn i Hugli-Chinsurah.

Hugli-Chinsurah (alternativt Hugli-Chuchura, Hugli-Chunchura eller Hooghly-Chinsurah) är en stad längs Huglifloden i Indien. Den är administrativ huvudort för distriktet Hugli i delstaten Västbengalen. Staden, Hugli-Chinsurah Municipality, ingår i Calcuttas storstadsområde och hade 177 259 invånare vid folkräkningen 2011.
Staden är en sammanslagning av orterna Hugli och Chinsurah vilket skedde år 1865. Den ligger 37 km norr om Calcutta. Hugli anlades 1537 av portugiserna, medan däremot holländare grundade Chinsurah 1656.